# Nangpai Gosum
Nangpai Gosum, Jasamba lub Pasang Lhamu – szczyt w Himalajach. Leży na granicy między Nepalem a Chinami. Jest to 77 szczyt Ziemi.
Masyw Nangpai Gosum ma 3 szczyty:
- Nangpai Gosum I – północny, najwyższy – 7351 m. Pierwszego wejścia dokonała ekspedycja japońska 12 października 1986 r.
- Nangpai Gosum II – środkowy – 7296 m. Pierwsze wejście Jost Kobusch, 3 października 2017.
- Nangpai Gosum III – południowy – 7240 m.